# Craniella azorica
Craniella azorica är en svampdjursart som först beskrevs av Topsent 1913.  Craniella azorica ingår i släktet Craniella och familjen Tetillidae. Inga underarter finns listade i Catalogue of Life.